# 智利深海鰩
智利深海鰩（學名：Bathyraja magellanica），為軟骨魚綱鰩目單鰭鰩科深海鰩屬的一種，分布於東南太平洋智利與阿根廷間的麥哲倫海峽海域，棲息在深海沙泥底質海域，為底棲性魚類，卵生，屬肉食性，生活習性不明。